# Mesabolivar cavicelatus
Mesabolivar cavicelatus là một loài nhện trong họ Pholcidae. Loài này được phát hiện ở Brasil.